# Bataille de Mazar-e-Charif
Guerre d'Afghanistan
La bataille de Mazar-e-Charif est la première grande bataille de la campagne en Afghanistan de 2001 menée par les États-Unis et l'Alliance du Nord contre les talibans. Elle a duré du 3 au 9 novembre 2001 et s'est soldés par une défaite talibane.

## Opérations du 3 au 7 novembre
La bataille de Mazâr-e Charîf est la conséquence des avancées des forces de l'Alliance du Nord au cours des jours précédents. Le 3 novembre commence en effet les opérations de bombardements intensifs sur la position de Bai Beche. Cette position abrite de l'artillerie lourde talibane et a la particularité d'être établie sur une ancienne défense soviétique qui leur procure un bon camouflage et de bons abris. Cela empêche les hommes des Forces Spéciales américaines d'utiliser leurs faisceaux laser pour désigner les unités talibanes comme cibles à l'aviation. Cependant, il n'en est pas ainsi sur tous les points du front. Les talibans de Bai Beche repousseront ainsi un premier assaut. En effet, le 4 novembre, les forces du général Abdul Rachid Dostom ont pris le village de Keshendeh au sud-est de la ville. Plus au sud, 2 000 hommes sous les ordres du général Noor avancent vers Ag Kupruk. Des soldats des forces spéciales de l'armée américaine sont également avec eux. Bai Beche finit par être prise le 5 novembre lors d'un deuxième assaut où un millier de cavaliers ouzbeks profitent de la fumée produite par un bombardement récent pour prendre la position par surprise.

## Opérations des 7 et 8 novembre
Les 7 et 8 novembre voient une violente campagne de bombardements aériens des Américains écraser les défenses talibanes des gorges de Chesmay-e-Safa, entrée sud de la ville, et de la passe de Haji Gak. Comme pendant tout le reste de la campagne de 2001, la défense anti-aérienne des Talibans, composée presque uniquement de canons anti-aériens ne peut s'opposer aux chasseurs et bombardiers américains.

## Bataille du 9 novembre
Les forces de Dostom et de Noor, initialement à 22 km, avancèrent par le pont de Pul-e-Imam et s'emparèrent rapidement de l'aéroport et de la principale base militaire de la ville. Elles rencontrèrent peu de résistance et entrèrent dans Mazar-e-Charif par la vallée de Balk.
Après une brève bataille, les talibans se replient vers le nord et l'est de la ville où ils essayèrent de se regrouper en vue d'une éventuelle contre-attaque.

## Conséquences
Les lignes talibanes dans le nord de l'Afghanistan sont rompues et les Américains disposent désormais d'une solide base sur le territoire afghan. Le repli taliban, qui s'est effectué dans la direction opposée à celle de leurs principales positions (vers le sud) va entraîner l'encerclement de plusieurs milliers d'entre eux dans les jours suivants dans la poche de Kunduz.
Les pertes sont inconnues mais elles s'élèvent à au moins 300 cavaliers ouzbeks lors des combats de Bai Beche.

## Sources
- (en) Cet article est partiellement ou en totalité issu de l’article de Wikipédia en anglais intitulé « Fall of Mazari Sharif » (voir la liste des auteurs).